# Угандско-танзанијски рат
Угандско-танзанијски рат (у Уганди називан и Ослободилачким ратом) вођен је између Уганде и Танзаније између 1978. и 1979. године и довео је до пада режима Иди Амина у Уганди.

## Рат
У октобру 1978. својатајући суседну танзанијску регију Кагера Уганда је напала Танзанију, што је завршило инвазијом танзанијске војске. Након неколико месеци борби, у априлу 1979. године, танзанијски војници и угандски герилци поразили су деморализовану угандску војску и заузели главни град Кампалу. Током танзанијске офанзиве против Амина догађали су се ратни злочини над припадницима народа који су га подупирали, посебно на подручју Анколе-Масака као и над етничким Нубијцима у урбаним средиштима. Иди Амин је пред надирућом танзанијском војском побегао из земље, пронашавши уточиште у Либији, а потом се трајно скрасио у Саудијској Арабији која му је осигурала чак и месечна примања. Умро је 2003. године, а упркос злодјелима његовог режима никад се није нашао пред судом.